# 虎尾合同廳舍
23°42′33″N 120°26′02″E / 23.709242°N 120.433931°E
虎尾合同廳舍，是位於臺灣雲林縣虎尾鎮公安里、日治時期建立的合署辦公官署建物，二二八事件時為虎尾機場戰役反抗軍的指揮所，後作虎尾派出所、消防隊使用，今列雲林縣歷史建築，經營星巴克咖啡、誠品書局。

## 歷史

### 由來
虎尾合同廳舍是虎尾郡役所附屬建築，1939年建立原因是紓解郡役所辦公空間不足，遂將警察課附屬的消防組與郡屬派出所移至斜對面的該建築內辦公。虎尾合同廳舍、虎尾郡役所、虎尾郡守官邸集中在虎尾市街不到一百公尺的範圍內。
虎尾合同廳舍建築風格與和臺南合同廳舍相同，為兼具防空任務故特地使用鋼筋水泥材質，塔樓中央偏左，洗石子牆面飾有古典裝飾線角，建築正立面與側立面設有圓窗。
在政府使用上，一樓南側為消防隊專用空間、二樓作為協議會場地。雲林科技大學空間設計系教師蘇明修表示，當時因電話普及率低，消防隊得廿四小時派員在五層樓高的塔樓值班，一發現冒煙，便開啟鳴警報器通知前往灌救，至二次大戰後期則成兼具防空作用。過去，塔樓一度與虎尾糖廠煙囪、虎尾舊水塔並列虎尾街最高的三個標的。地方文史團體大崙腳工作學會主張，虎尾鎮日治時代公家機關建物，最具代表性的是虎尾郡役所、及作為虎尾派出所及消防隊辦公的虎尾合同廳舍。

### 戰事
二二八事件期間，反抗軍以虎尾合同廳舍二樓作為指揮所，推舉醫師王標為總指揮，經營中山食堂的胡國定為政治部長，準備攻打虎尾機場，並有廖本仁為首的西螺反抗軍、黃清標為首的斗六反抗軍、葉啟城和徐炳金為首的北港反抗軍等前來支援。3月14日，國軍與反抗軍在斗六街戰後，反抗軍退至古坑鄉樟湖。平定後，公署與警總公布自新條例，准許參加事件者自首，因此自新大會也是在合同廳舍召開。雲林縣文化處長李明岳表示，據悉不少人士來此自首卻一去不返。

### 修復
虎尾警分局在1989年搬離郡役所，虎尾派出所也隨之搬離合同廳舍。之後合同廳舍僅剩一組消防人員留守、與充作台西客運車站。
隨著高鐵雲林站特定區的設立、虎尾鎮建設將會有重大變化，於是大崙腳文史工作學會在1999年決定進行鎮內日治時代建築物普查，並認為虎尾合同廳舍有不亞於虎尾郡役所與的保存價值。2001年7月21日，雲林縣文化局趕在文建會補助九二一震災古蹟和歷史建築物修繕經費申請7月底截止前，招開虎尾合同廳舍等審查會。10月31日，虎尾合同廳舍列為歷史建築。11月19日，立法委員王麗萍在合同廳舍二樓舉辦公聽會，內容是如何保存與活化再利用，與會者除地方文史團體外，有文建會中部辦公室專員鄭慕寧、縣府文化局長邱洋浩、虎尾鎮公所民政課長張世強、雲林科技大學教師林崇熙。
虎尾鎮公所認為地處虎尾鎮中心的合同廳舍，十分適合辦理各項展演等藝文活動，希望做為地區展演場所，包含建築維修及展示內容充實等經費，預估需新臺幣一千萬元。當時因財源短絀，鎮公所連員工薪水都拖欠，因此希望將合同廳舍辦理公開標售，以虎尾鎮鬧區二百多坪土地估算，2003年時標售所得估計至少有一億元以上。虎尾鎮長周榮源就曾抱怨，要地方文史團體爭取保護時也應設法爭取維修經費。原先虎尾鎮公所透過縣府向文建會爭取一千萬元修復經費，但文建會初步核發一百五十萬元規劃費，直到文建會應允2003年底撥五千三百萬元作雲林歷史建築物修繕。
由於合同廳舍已無圖說，故雲林縣文化局委託雲林科技大學的劉銓芝，2003年1月29日起到9月間先進行平面與立面圖重測繪。雲科大專案小組調查與鑽探後，發現塔樓風化嚴重，需加緊搶修。整修工程在歷經四次流標後，終於在2005年中發包。2006年11月3日，虎尾郡役所、郡守官邸與合同廳舍舉行修繕落成啟用，因三館皆多年未使用，特別舉辦道教科儀的祈安植福儀式。

### 活化

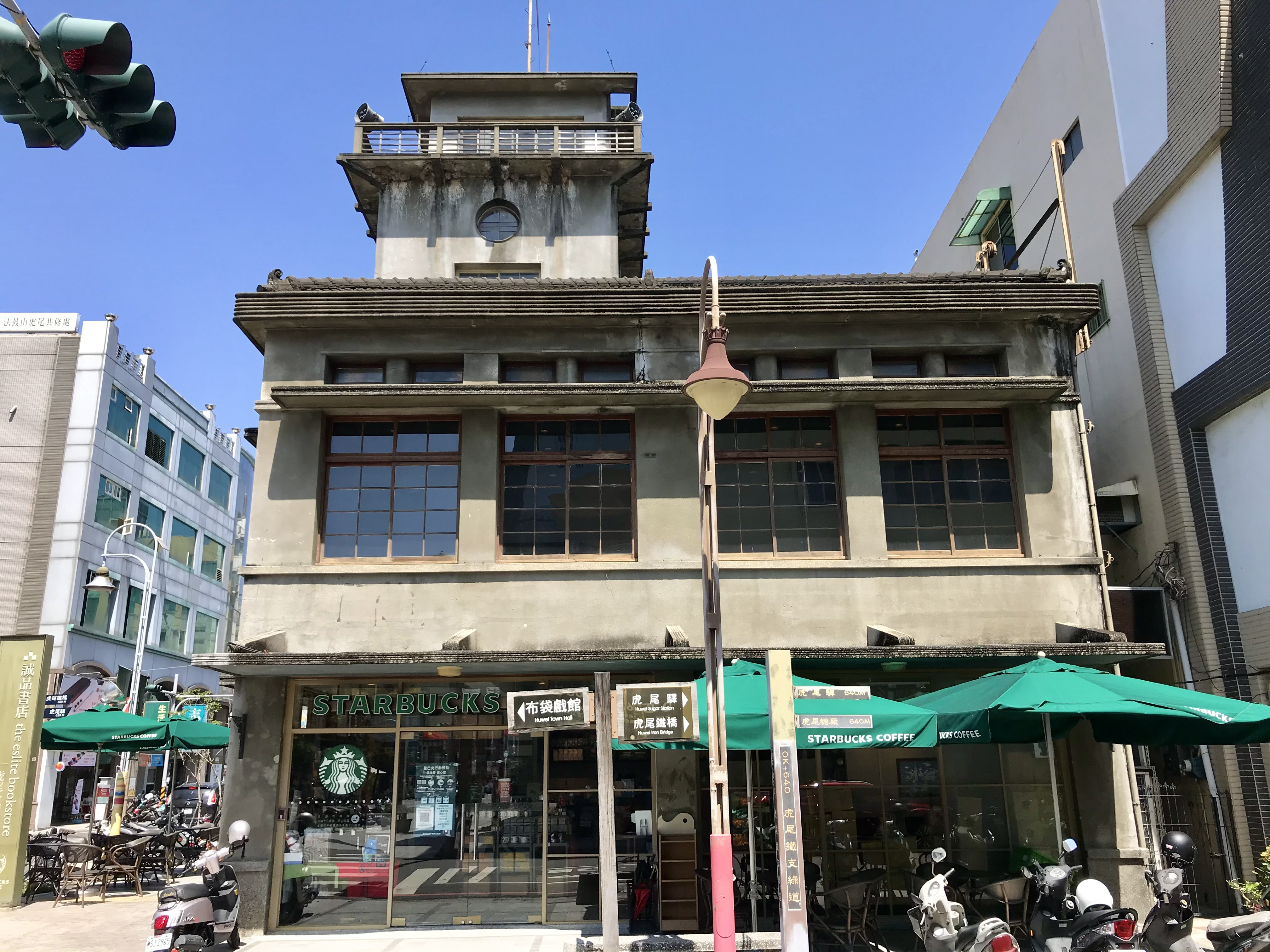
側面

2008年9月17日，縣府文化處長張益贍表示已向交通部觀光局爭取一千五百萬元，將會改善虎尾郡役所、虎尾郡守官邸、虎尾合同廳舍三大館舍，並將規劃虎尾合同廳舍作雲林縣願景館。2011年春節期間，雲林縣文化處與虎尾鎮公所邀誠品書店於合同廳舍舉辦書展，當時在2月9日由縣長蘇治芬邀請誠品到雲林設店。縣府與誠品在2013年11月1日簽約，12月27日在合同廳舍試營運。次年1月20日，誠品書店、星巴克咖啡在合同廳舍正式開幕，誠品董事長吳清友、星巴克總經理徐光宇、縣長蘇治芬剪綵。